# Aardbeving Nauw van Calais 1580
De Aardbeving in het Nauw van Calais was een aardbeving die zich voordeed op 6 april 1580 in het Nauw van Calais. Het was de sterkste aardbeving die ooit in Engeland is waargenomen en een van de grootste bekende aardbevingen in de geschiedenis van West-Europa. De aardbeving werd gevoeld in het Verenigd Koninkrijk, Noord-Frankrijk, België en Nederland.

## Gebeurtenissen
De aardbeving vond plaats rond zes uur 's avonds. Het epicentrum van deze krachtige aardbeving lag in het Nauw van Calais en het hypocentrum lag naar schatting op een diepte van 25 kilometer. De sterkte bedroeg waarschijnlijk 6,0 op de schaal van Richter en een maximale intensiteit van VIII op de 12-delige schaal van Mercalli. Tot begin mei volgden minimaal vier naschokken. De sterkte van historische aardbevingen kan worden berekend door de isoseist-lijnen die gebieden met gelijke intensiteit afbakenen te vergelijken met gegevens van recente aardbevingen in hetzelfde gebied. Onderzoekers zijn het echter niet eens over de sterkte van de beving: de schattingen lopen uiteen van 5,3 tot 6,9 op de Richterschaal, en van VII tot IX op de Mercallischaal.

### Frankrijk
In Noord-Frankrijk was vooral dicht bij de kust veel schade. De meeste schade viel in Calais, waar een aantal huizen werd beschadigd en enkele zelfs instortten. Door vallend puin viel een aantal doden en gewonden. Delen van de verdedigingsmuur stortten in en de wachttoren brak doormidden, waarbij een gedeelte neerviel. Door overstromingen verdronken verschillende mensen en kwam een grote hoeveelheid vee om het leven. Berichten over een tsunami zijn waarschijnlijk onjuist, de overstromingen waren waarschijnlijk het gevolg van door de beving veroorzaakte dijkbreuken en verzakkingen in combinatie met extreem hoogtij. Boulogne-sur-Mer werd eveneens overspoeld en de plaatselijke Notre-Dame-basiliek raakte beschadigd. Op zee kwamen verschillende schepen in de problemen. Er was verder schade in Arras, Béthune, Dowaai, Pontoise, Rijsel, Rouen en Saint-Amand-les-Eaux. Tot in Parijs werd de beving gevoeld.

### Engeland
In Engeland werd de meeste schade aangericht in het graafschap Kent. In Dover stortte een deel van de muur van het kasteel in en brak een stuk van de kliffen af. In Londen werden twee kinderen verpletterd door stenen die van Christ’s Church Hospital aan Newgate Street vielen. In de stad sneuvelden een zestal schoorstenen en raakte een pinakel van de Westminster Abbey beschadigd. De beving zorgde voor veel onrust bij de bevolking van Londen. In Ely vielen stenen van de kathedraal van Ely. Er was schade aan het kasteel van Saltwood en aan kerken in Broadstairs, Lydden, Postling en Sandwich. William Shakespeare verwijst naar de aardbeving in zijn toneelstuk Romeo en Julia. De beving werd gevoeld tot in Oxford en York, mogelijk zelfs tot in Edinburgh.

### België
In Vlaanderen veroorzaakte de aardbeving op verschillende plaatsen schade. In Oudenaarde vielen verscheidene doden en gewonden door vallend puin. In Gent scheurden muren en braken enkele schoorstenen en geveltoppen af. Ook in Brussel en Ieper sneuvelden schoorstenen. In Bergen stortten enkele bouwvallige huizen in en kwamen verschillende schoorstenen en geveltoppen naar beneden. In Zichem raakte het kasteel beschadigd. De aardbeving werd ook gevoeld in Antwerpen, Dendermonde, Luik, Mechelen en Tienen, maar veroorzaakte daar weinig of geen schade.

### Nederland
In Schiedam viel een aantal schoorstenen naar beneden en in Leiden begonnen de kerkklokken te luiden. In Amsterdam werd de beving gevoeld maar was er geen schade.